# الاجي سوسيه
الاجي سوسيه (بالإنجليزية: Alagie Sosseh) (21 يوليو 1986 بستوكهولم في السويد - ) هو لاعب كرة قدم غامبي في مركز الدفاع. شارك مع منتخب غامبيا لكرة القدم. أما مع النوادي، فقد لعب مع نادي فريدريكستاد ونادي ميوندالن ونادي هاماربي لكرة القدم ونادي مشكي بوشان وHammarby Talang FF ‏ وأي كي سيريوس وIF Birkebeineren ‏ وHammarby IF ‏ ونادي لاندسكرونا ‏ ونادي إسكلستونا وNest-Sotra Fotball ‏.

## روابط خارجية
- الاجي سوسيه على موقع اتحاد السويد (السويدية)
- الاجي سوسيه على موقع اتحاد تركيا (لاعب) (الإنجليزية)
- الاجي سوسيه على موقع قاعدة بيانات كرة القدم.إي يو (الإنجليزية)
- الاجي سوسيه على موقع ناشيونال فوتبول تيمز (الإنجليزية)
- الاجي سوسيه على موقع Soccerway.com (الإنجليزية)
- الاجي سوسيه على موقع عالم كرة القدم.نت (الإنجليزية)